# Fiñana
Fiñana es un municipio español de la provincia de Almería, en la comunidad autónoma de Andalucía, situado en la comarca de Los Filabres-Tabernas y a 71 km de la capital provincial, Almería. En el año 2021 contaba con 1977 habitantes (INE). Su término municipal tiene una superficie de 133,85 km² lo que proporciona una densidad poblacional de 14,77 hab/km². 
Su principal actividad productiva es la agricultura y concretamente los cultivos de cereales, olivares y remolacha, además de contar con industrias alimentarias y minas de hierro. Fiñana fue una frontera en disputa, conformando así un crisol de culturas. Una Fortaleza Mora, una iglesia y una mezquita son sus hitos; centro de su término indiscutible y cabeza de la mancomunidad del Río Nacimiento.
La parroquia y la ermita de Nuestro Padre Jesús (antigua mezquita almohade), son sus dos privilegios, haciendo manifiesta la evolución de los credos, con sus modos de vida, como en otros lugares del entorno; cohabitación y superposición de moradores trascendente a la actual diversidad y complejidad paisajística. Los restos de la alcazaba declaran su ubicación en un pasillo natural de tierra fronteriza recurrentemente disputada desde fuera, pues se encuentra entre Guadix, Baza y Almería, y desde dentro, pues acaparaba los términos actuales de Abla, Abrucena y Las Tres Villas, a pesar de haber tenido distintos concejos. Se extiende hoy de nornoroeste a sursudeste; 133,7 km² de terreno interior con llano alto y amplio, destemplado y semiárido, entre las penibéticas.

## Toponimia
Se ha propuesto que el nombre de Fiñana tenga sus raíces en época romana, cuando se fundó el pueblo. Durante esa época, la población más importante sería la antigua Alba, hoy conocida como Abla, de la que dependían multitud de pequeños asentamientos a su alrededor. A su vez, uno de sus habitantes sería un destacado militar, Lucio Alfeno Avitiano, quien poseía un fundus con su nombre: Fundus Alfenianus. Este nombre perduró en el tiempo y, tras la conquista omeya de Hispania, la sección Al debió ser confundida con el artículo determinado del idioma árabe, derivando el nombre en Fiñana.

## Geografía física
Enclavado en el pasillo formado por Sierra Nevada y la sierra de Los Filabres y que lleva su nombre.

### Ubicación
| Noroeste: Dólar  | Norte: Baza            | Noreste: Baza     |
| Oeste: Huéneja   |                        | Este: Abrucena    |
| Suroeste Huéneja | Sur: Laujar de Andarax | Sureste: Abrucena |

### Orografía
La topografía accidentada diferencia en el municipio varios sectores asociados a otros tantos paisajes: el meridional, en el parque natural de Sierra Nevada, el del Llano de Abla o pasillo de Fiñana (fondo del alto valle del Nacimiento) y el septentrional, extendido sobre la solana de sierra de Los Filabres. La umbría de Sierra Nevada es aquí abrupta, con escarpes y alturas considerables (El Almirez: 2.519 m s. n. m. ); terreno de nieves, quebrado, del que, a favor de fracturas y diaclasas, surgen las chorreras de agua.
Desde esta pared bajan unas lomas curvas que anidan cuencas afluentes con forma de media luna, muy bien individualizadas. El estribo oriental, bajo el cerro de la Cruz, queda jalonado por adecuaciones de turismo familiar (El Ubeire, Aldeire, La Dehesa), en la linde con Abrucena; antes de su inflexión en la loma donde toma su asiento esa villa, se deriva un interfluvio secundario que termina en el cerro de San Antón (955 m), cerro de materiales detríticos rojizos. 
Entre ambos, la cuenca de Fiñana se drena por el río Nacimiento.

### Riesgos naturales
El municipio de Fiñana todavía no cuenta con un PTEL que cumpla con la Ley 5/2010 sobre autonomía local.

## Naturaleza

### Zonas protegidas
Ubicado en la ladera norte de Sierra Nevada, el término municipal de Fiñana cubre parte tanto del parque natural de Sierra Nevada; como del parque nacional de Sierra Nevada, ocupando este último un 9,5% del total municipal.

## Historia
Fue fundada por los romanos, para controlar el camino entre Almería, Guadix y Granada.
Se integró en el Reino Nazarí de Granada, y dejó de serlo oficialmente en 1489, cuando los Reyes Católicos pernoctaron en la villa, pasando así a formar parte de la corona de Castilla.
Por lo que hay dos Fiñanas, la árabe con enrevesadas calles en cuesta y con abalconamientos al valle, y la Fiñana cristiana, que crece a lo largo de la calle Real, tacheada de edificios religiosos.
Tras la conquista cristiana, Fiñana se convierte en villa de realengo y recibe una importante repoblación, mientras que su desarrollo económico va ligado a la industria sedera. En la noche del 28 de diciembre de 1489 los Reyes Católicos pernoctan en el pueblo, que pasa a formar parte de la Corona de Castilla y, poco después, comienza un proceso de repoblación cristiana para que los moriscos dejaran de ser mayoría.
Durante los siglos XVII y XVIII conoció diversas segregaciones de su término, como Abla, Abrucena o Las Tres Villas, aunque siempre mantuvieron una dependencia económica y cultural del municipio matriz.
El momento álgido será en la segunda mitad del XIX cuando llega casi a los 4 000 habitantes, gracias a una feria de ganados, la agricultura mediterránea y una reducida actividad minera.

## Geografía humana

### Organización territorial
Además de la cabecera municipal, Fiñana cuenta también con varias entidades de población según el nomenclátor publicado por el Instituto Nacional de Estadística: La Estación, La Heredad, La Noria y Venta Ratonera.

## Geografía humana

### Demografía
Cuenta con una población de 1984 habitantes (INE 2024).
| Gráfica de evolución demográfica de Fiñana entre 1842 y 2021                                                          |
| |
| Población de derecho según los censos de población del INE. Población de hecho según los censos de población del INE. |

### Comunicaciones

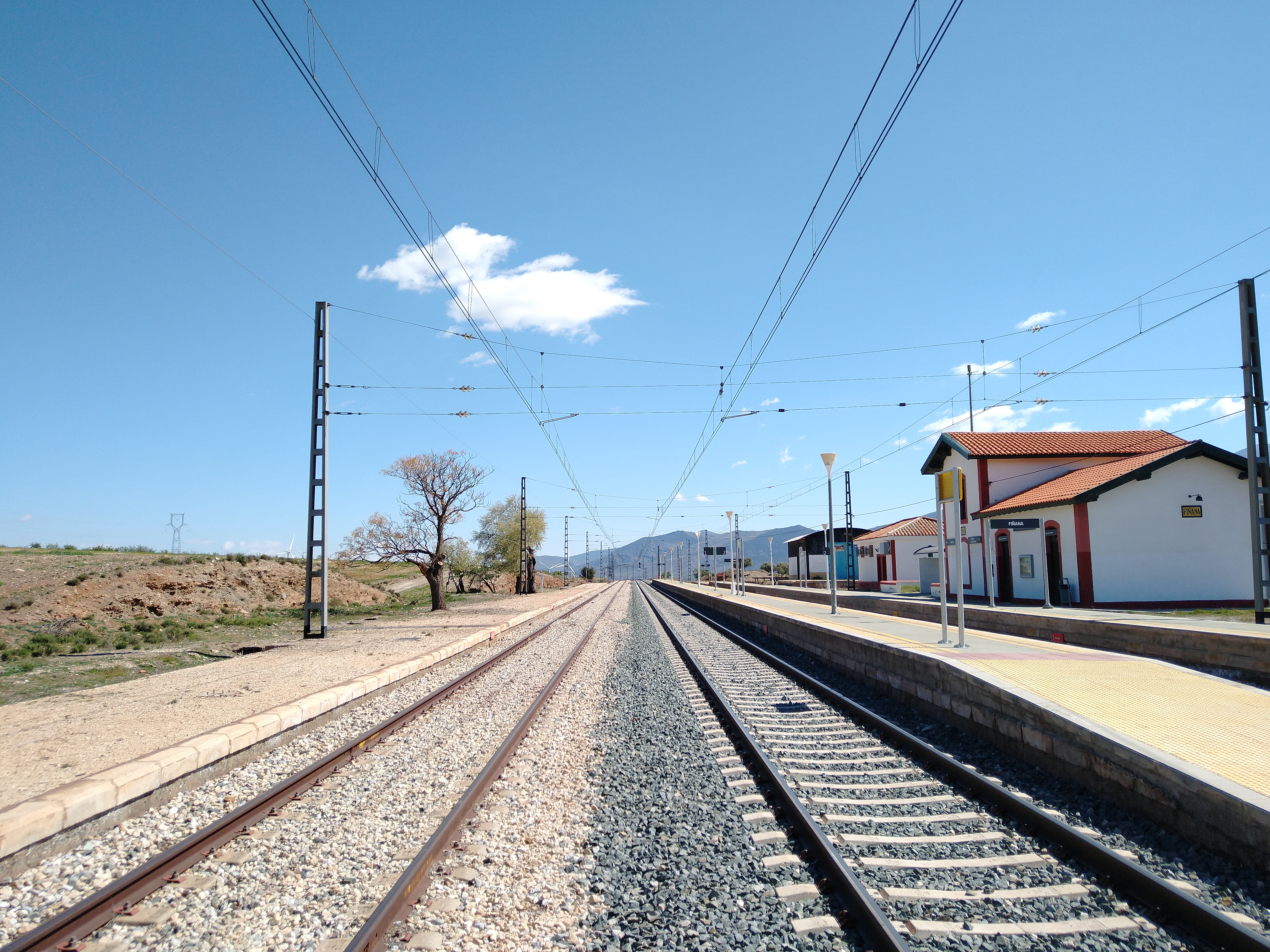
Estación de Fiñana

#### Conexiones

##### Carretera
A-92  Autovía que une Almería y Sevilla y atraviesa el municipio.
 A 1176  Carretera que une el municipio con la A-92.
 AL 6401  Carretera que recorre el municipio y lo une con Huéneja.

##### Ferrocarril
En el municipio se encuentra la estación de Fiñana, que lo conecta con Almería, Granada, Madrid así como otras localidades a través de la Línea Linares-Baeza-Almería, con trenes de media y de larga distancia. 

##### Autobús
La conexión la tiene a través de la línea de autobús Almería-Jaén, con dos autobuses diarios dirección Jaén y uno dirección Almería.

##### Transporte aéreo
El aeropuerto más cercano es el de Almería, que se encuentra situado a 72,1 kilómetros.

##### Transporte marítimo
El puerto más cercano es el de Almería, que se encuentra a 64,8 kilómetros. 

### Economía
La principal actividad productiva de este pueblo es la agricultura dedicando sus tierras al cultivo de cereales, olivares, almendros y remolacha. Antiguamente tenían abiertas minas de hierro.

### Evolución de la deuda viva municipal
| Gráfica de evolución de Deuda viva del Ayuntamiento de Fiñana entre 2008 y 2019                                |
| |
| Deuda viva del Ayuntamiento de Fiñana en miles de Euros según datos del Ministerio de Hacienda y Ad. Públicas. |

## Administración y política

### Alcaldes

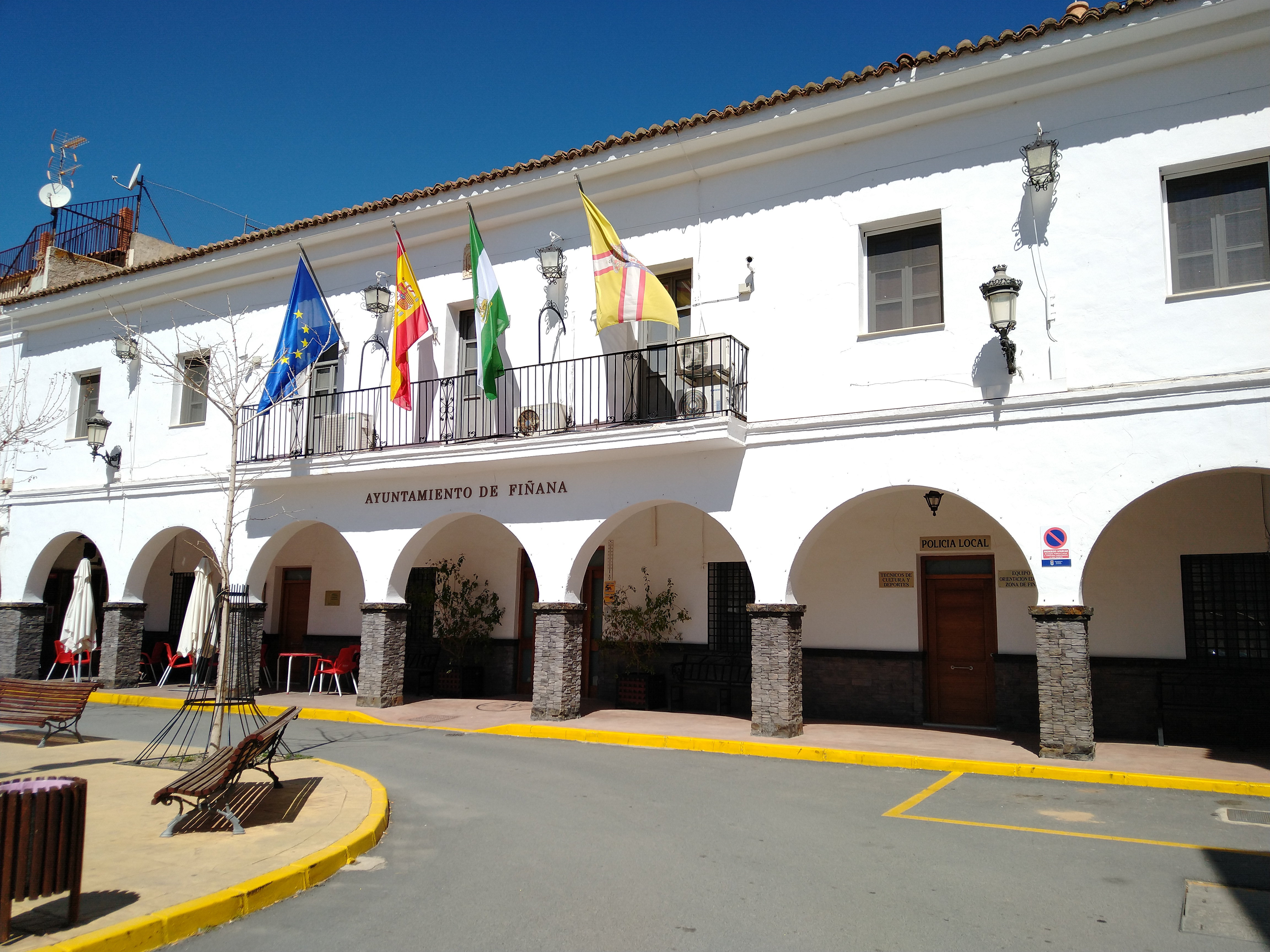
Casa consistorial de Fiñana

| Periodo   | Nombre                                                              | Partido |
| --------- | ------------------------------------------------------------------- | ------- |
| 1979-1983 | Luis Gómez Martínez                                                 | UCD     |
| 1983-1987 | Juan Martínez Molina                                                | PSOE    |
| 1987-1991 | Juan Martínez Molina                                                | PSOE    |
| 1991-1995 | Juan Martínez Molina                                                | PSOE    |
| 1995-1999 | Juan Martínez Molina                                                | PSOE    |
| 1999-2003 | Alfredo Valdivia Ayala                                              | PSOE    |
| 2003-2007 | Alfredo Valdivia Ayala                                              | PSOE    |
| 2007-2011 | Alfredo Valdivia Ayala                                              | PSOE    |
| 2011-2015 | Alfredo Valdivia Ayala (2011-2012) Rafael Montes Rincón (2012-2015) | PSOE    |
| 2015-2019 | Rafael Montes Rincón                                                | PSOE    |
| 2019-2023 | Rafael Montes Rincón                                                | PSOE    |
| 2023-act. | Rafael Montes Rincón                                                | PSOE    |

## Servicios públicos

### Educación

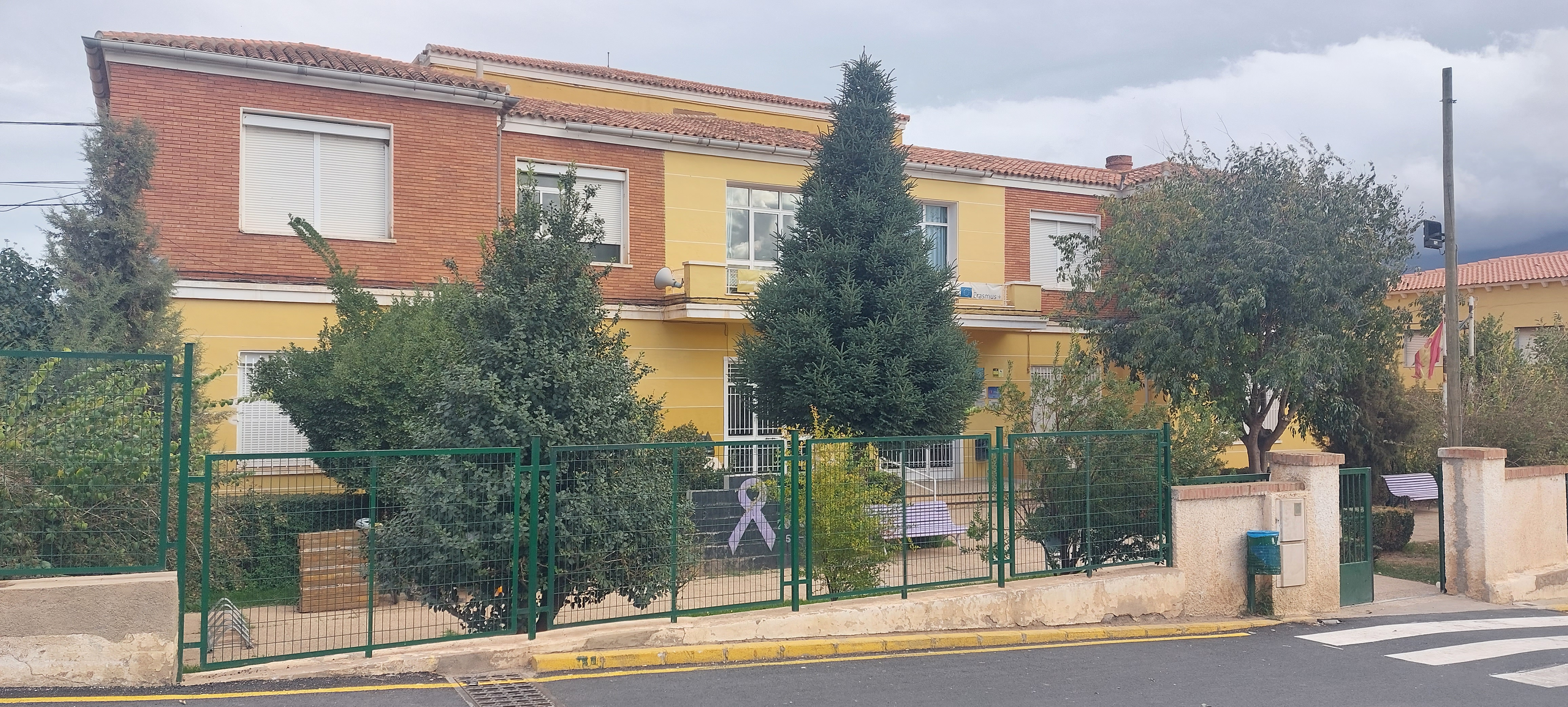
IES Sierra Nevada

En el municipio existen un CEIP, el San Sebastián y un IES, el Sierra Nevada, es un centro bilingüe que oferta la ESO, el bachillerato en modlaidad de Ciencias y de Humanidades y Ciencias Sociales y dos módulos de Formaicón Profesional de Grado Medio; uno de informática y otro de aprovechamiento y conservación del medio natural.

### Sanidad
El municipio cuenta con un consultorio médico que presta servicicio 5 días a la semana. Depende del distrito de Almería y su hospital de referencia es el de Torrecárdenas.

### Seguridad
Existe un puesto de la Guardia Civil que presta servicio a otros municipios de la comarca, además de una oficina de policía local.

## Cultura

### Patrimonio

#### Civil
- Casería Venta Ratonera: Es un conjunto agrario formado por las viviendas de los propietarios, las de los jornaleros, así como una capilla con españada y óculo en la fachada, y con murales pintados en el interior, así como un coro elevado, una sacristía y una cripta. Las dependencias de la venta estaban comunicados por pasillos empderados y existía una fuente, tres eras y llegó a existir un molino harinero hidráulico.[13]

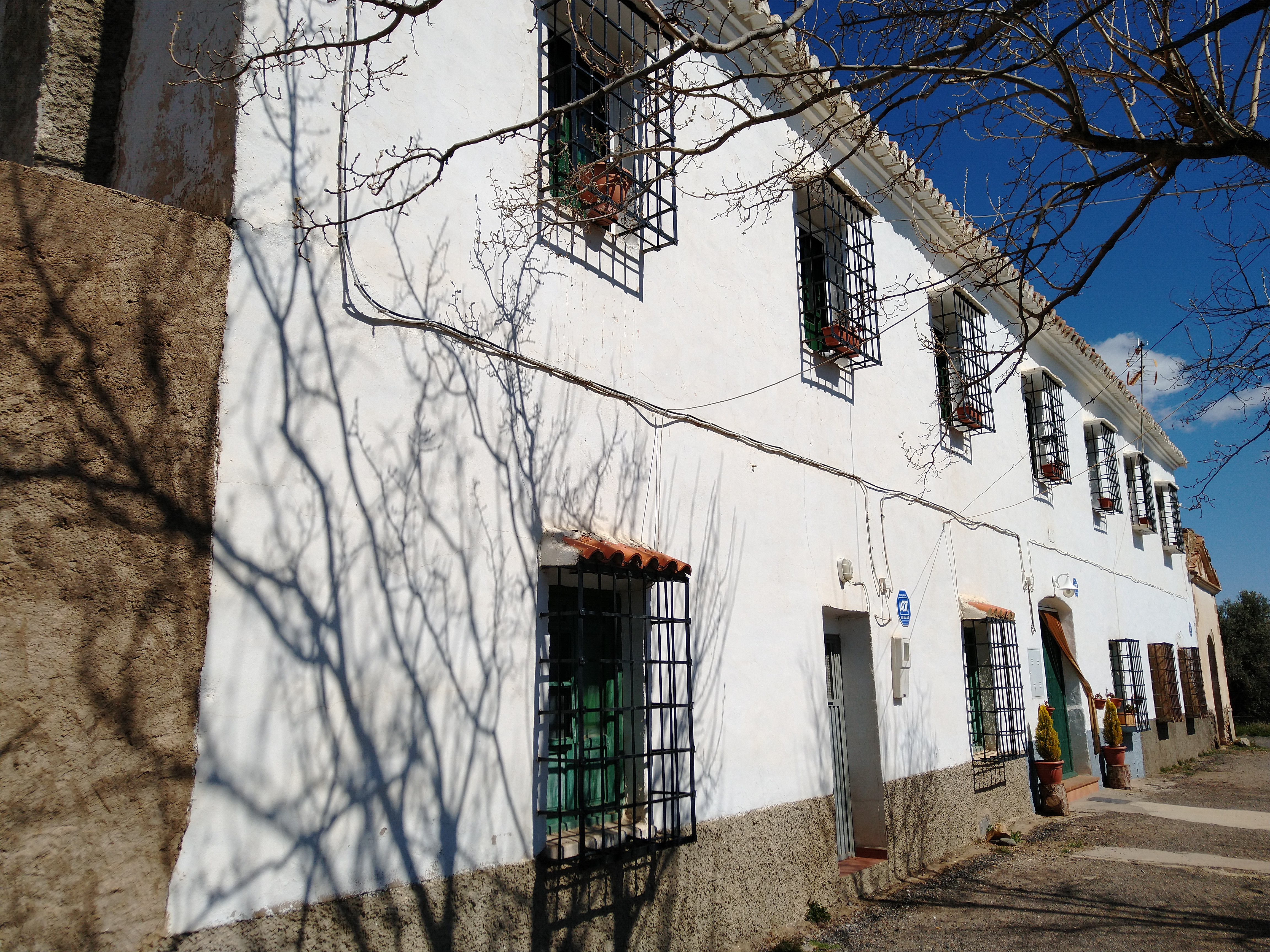
Casería del Faz

- Casería del FazAljibe árabe: Aljibe medieval cuya fecha de construcción data entre el siglo XII y XIV. Responde al modelo tradicional de gran nave longitudinal construida con hormigón como impermeabilizante, cubierta con bóveda de cañón con lajas de pizarra y con tragaluces en su parte alta. Conserva la cimbra por donde entraba el agua. En 2004 es rehabilitado por el ayuntamiento para su uso como espacio polivalente para conciertos, charlas y actividades culturales.[14]
- Casería del Faz: Conjunto armario constado por un solo bloque de dos plantas. Está realizado en mampostería y las ventanas están cubiertas por rejería de parrilla. La fachada presneta molduras de ladrillo. El conjunto tiene dos partes diferenciadas: por un lado la destinada a propietarios y servidumbre; y por otra, la destinada a las labores agrícolas, con almazara, pajar, cuadra,s palomres y almacén. Tiene una cpailla adosada y en la parte de detrás una era y un pozo.[15]

#### Religioso

##### Iglesia de la Anunciación

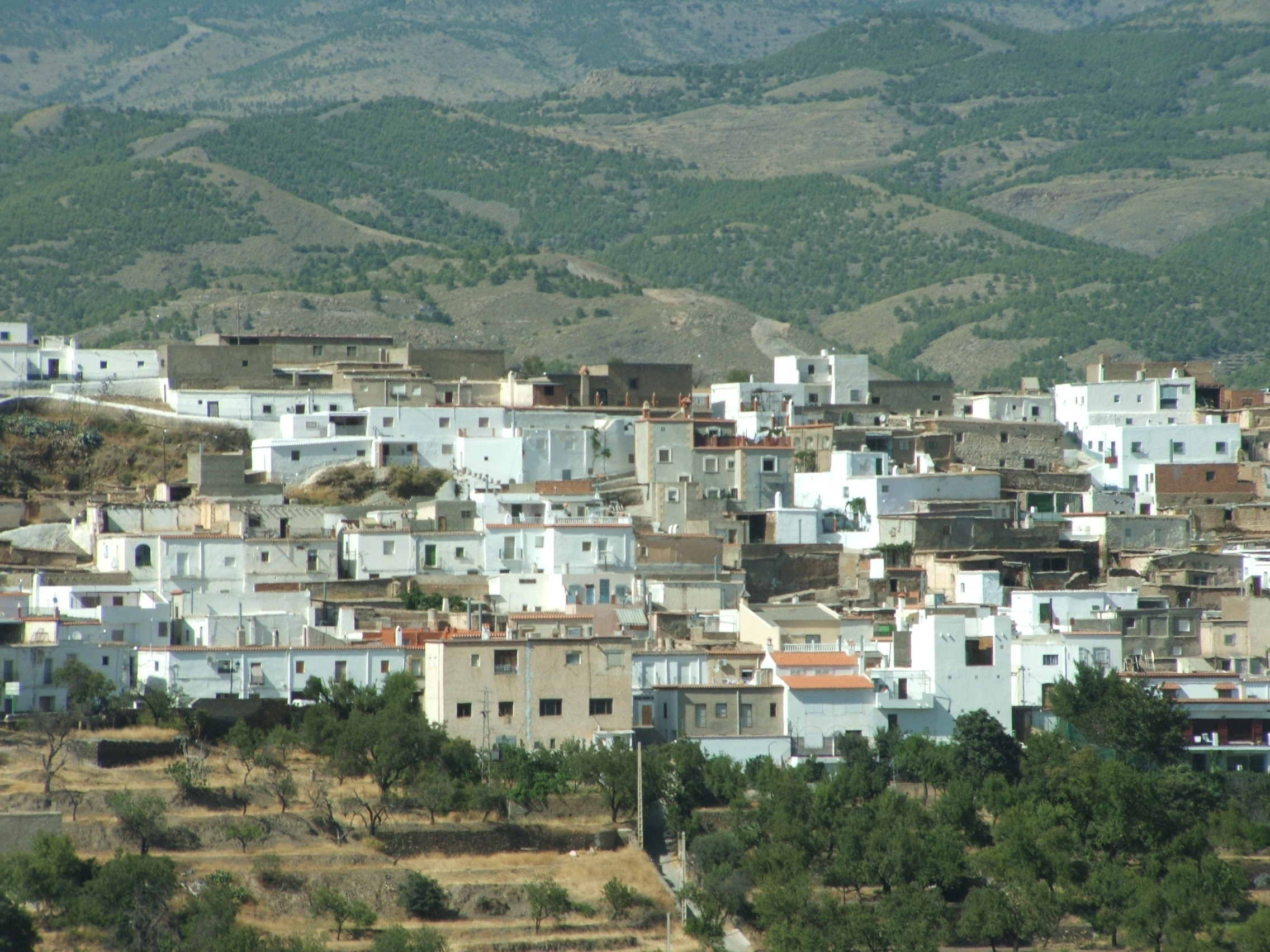
Vista de las viviendas

En un principio, y como venía siendo costumbre tras la Reconquista, se aprovechó la mezquita musulmana como iglesia de la villa, atendiendo a la Real Cédula que los Reyes Católicos otorgaron el 21 de marzo de 1492.
El templo actual comenzó a construirse hacia 1540, quedando la dirección atribuida a Ambrosio de Villegas, quien se encargará de realizar pilares, arcos y muros. Ya en el año 1549 se encargará la madera para proceder a la construcción de las cubiertas del templo, que quedan bajo la supervisión del carpintero Miguel Ruiz. En 1592 se realizaron las portadas.

El templo se estructura en tres naves separadas por pilares rectangulares biselados sobre los que se colocan cuatro arcos de medio punto que separan la nave central de las laterales. La capilla mayor, ligeramente rectangular, se separa de la nave por un arco de medio punto sobre medias columnas. Esta capilla se cubre con una armadura ochavada y ligeramente rectangular, lo que obliga a emplear en los lados mayores un lazo de dos estrellas de diez puntas. El almizate y las pechinas son también de lazo.

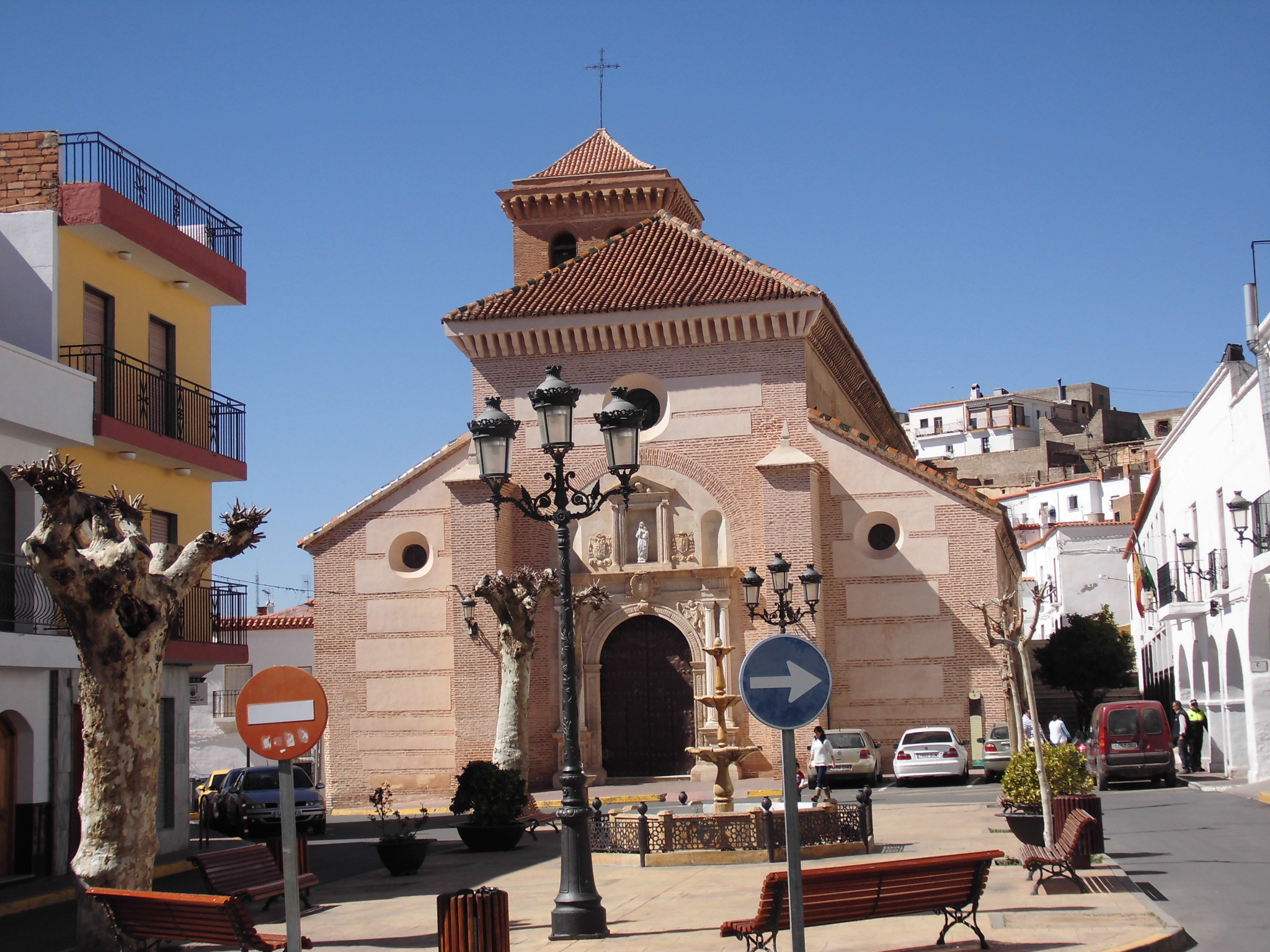
Iglesia de la Anunciación.

La nave central se cubre con una armadura de limas moamares, con 7 tirantes. También los canes son dobles, presentando la decoración de hojas de acanto en el de arriba, y cabezas humanas abajo.
Al exterior nos encontramos con un edificio donde predomina el cajón de la nave central, más alto que los laterales, de ladrillo visto y cuarterones de mampostería revocada. Destaca la portada, de estilo manierista, que aunque tratada de una manera tosca, sin embargo destaca por ser poco frecuente encontrarla en nuestra provincia. Esta consta de un primer cuerpo con columnas dóricas pareadas sobre pedestal corrido, que enmarca un arco de medio punto con dos ángeles en la enjutas que llevan unas cartelas donde se recoge la orden de construir por el obispo de Guadix D. Juan Alonso Moscoso y la conclusión de 1592. El centro está ocupado por el escudo del obispo. 
El segundo cuerpo está formado por un nicho adintelado, flanqueado por columnas con capiteles jónicos, rematado por frontón triangular en cuyo tímpano aparece un busto de Dios Padre y a los lados escudos de Martín de Ayala y Melchor Álvarez de Vormediano. En el citado nicho se ubica una imagen de la Virgen de la Guía tallada en mármol blanco de Macael, donada por la familia Campos Tristán, copia de la original. Estas, junto a las imágenes de San Pedro y San Pablo, situadas en sendas hornacinas a ambos extremos del pedestal corrido, fueron destruidas durante la guerra civil (1936-1939).

### La Alcazaba y el aljibe
Fue construida entre los siglos IX y X, se conservan tres torreones cuadrangulares construidos en mortero de arena y cal, y restos de lienzo del muro.
La prolongada presencia musulmana ha dejado construcciones y vestigios fácilmente reconocibles, pero también otros menos aparentes pero más funcionales y cotidianos, como los sistemas de regadío y canalizaciones, los molinos, la toponimia de la zona o el trazado irregular de las calles.
La Alcazaba es un testimonio de la huella musulmana, anterior al siglo X, pues las crónicas nos mencionan al asedio de Abderrahman III a la fortaleza de Fiñana en el 913 para sofocar el levantamiento de Ibn Hafsun.
El recinto fortificado se sitúa en la parte alta del pueblo, como defensa de la población civil situada a los pies y para controlar la vía que comunicaba con el interior peninsular. Pero lamentablemente la invasión de las viviendas ha ido destruyendo sus muros para ampliar dependencias y hoy sólo quedan 3 torreones (el más conocido es la torre del Reloj) y una línea de murallas rodeando el pueblo como defensa, además de torreones de planta rectangular y construidos de mortero de cal y arena posteriormente enlucido.
Esta huella musulmana se materializa en el urbanismo, con calles irregulares y en cuesta, asidas a las curvas de nivel, en la parte alta del municipio, aledaño a la Alcazaba, en contraste con el urbanismo cristiano de las laderas más bajas.
Fue declarada Bien de Interés Cultural por la Resolución de 22 de junio de 1993 con la categoría de Monumento. Bajo la protección de la Declaración genérica del Decreto de 22 de abril de 1949, y la Ley 16/1985 sobre el Patrimonio Histórico Español.

##### Ermita de Nuestro Padre Jesús Nazareno (antigua mezquita)

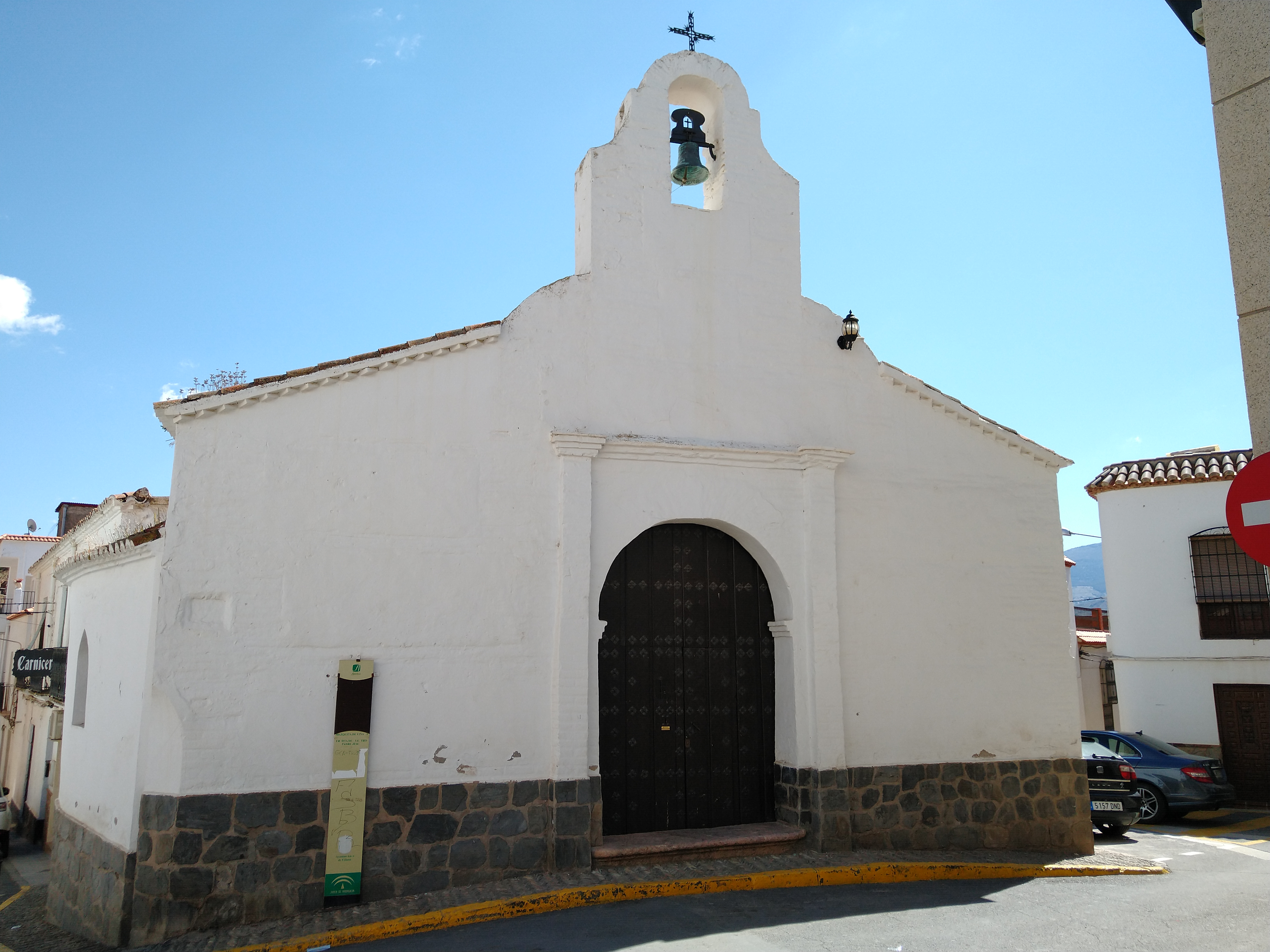
Ermita de Nuestro Padre Jesús Nazareno

La primera referencia a este edificio, aparece fechada el 26 de mayo de 1505, en la erección de beneficios y sacristías realizada por fray Pedro de Deza en Segovia, ya como Iglesia católica, concretamente como ermita de Santiago.
Construida a finales del siglo XII o comienzos del XIII, según el análisis de las yeserías, la mezquita de Fiñana, se ha convertido en nuestros días en el único conjunto almohade peninsular que, a pesar del paso del tiempo y de las agresiones sufridas, conserva el oratorio con su quibla y parte de la decoración que adornaba la portada del mihrab, constituyendo el edificio más completo de todos los conservados en la península ibérica procedente de aquella época.
A principios del siglo XI, Fiñana fue lugar codiciado por su emplazamiento estratégico en el eje de comunicación Almería-Guadix, apareciendo citada por al-Idrisi (1099-1164) cuando describe el itinerario entre ambas ciudades. La mezquita de Fiñana, actual ermita de Jesús Nazareno, es sin lugar a dudas el testimonio más importante de su pasado almohade, su presencia ya fue señalada por Torres Balbás, pero ha sido un reciente estudio realizado por Carmen Barceló y Antonio Gil Albarracín (1994) el que sustenta su cronología sobre la base de la epigrafía de la portada de su mihrab, situando la construcción entre finales del siglo XII y principios del siglo XIII (1180-1224).
La sala del oratorio se divide en tres naves separadas por dos líneas de tres arcos de herradura cada una. Lo más destacable es la portada del mihrab, cuya planta hexagonal se completaba con una cúpula, símbolo del universo y del poder absoluto de Alá. En la restauración realizada en 1986, por el arquitecto Eduardo Blanes Arrufat, se respetaron sus características más destacables. 
De esta mezquita destacan la sala del oratorio y las yeserías:

###### Sala del oratorio
La sala del oratorio presenta un espacio aparentemente cuadrado, dividido en tres naves por dos arquearlas paralelas entre sí están compuestas por tres arcos de herradura que descansan sobre cuatro pilares octogonales o cuadrados que se achafianan por sus esquinas casi desde su límite superior, recuerdo lejano de un capitel.
La nave central, la única que presenta una medida uniforme, conduce desde la puerta de entrada a la parte que actualmente ocupa el altar de la ermita, Sobre el mismo, enmarcando la embocadura de la exedra donde su ubica la imagen del Nazareno, destaca una extraordinaria yesería islámica.

###### Yesería islámica
La yesería islámica está formada por una ancha banda en figura de "U" invertida.
Destacan tres paños con decoración floral. El del centro, está destrozado que prácticamente ha desaparecido. Los dos exteriores, están bordeados por fajas con signos epigráficos.
Las inscripciones fueron gravadas utilizando dos variedades caligráficas: la cúfica, caracterizada por sus trazos angulosos y geornétricos; y la cursiva, que en estas yeserías, apenas presenta puntos diacríticos, vocales, ni otros signos ortográficos usuales en este tipo de escritura. Los textos mejor conservados, se realizaron en letra cursiva, encontrándose en las fajas del exterior.
La actual ermita es una antigua mezquita almohade, de la que sólo falta el minarete y el patio, además de la remodelación del mihrab. Fue adaptada al uso cristiano como ermita de Santiago en 1502, mostrando así el triunfo de quienes propugnaban la intransigencia religiosa frente a los musulmanes y el incumplimiento de las capitulaciones regulando la coexistencia pacífica entre musulmanes y cristianos. Es el único ejemplar de mezquita conservado en la provincia.
Es un pequeño edificio de planta casi cuadrada cuya sala de oración se divide en 3 naves gracias a dos hileras de arcos de herradura levantados sobre pilares, carentes de decoración y de capitel, según los modelos de simplicidad y ascetismo de la tradición almohade.
Pero el espacio más destacable es el nicho del altar mayor albergando la imagen del Nazareno, espacio construido posiblemente hacia el siglo XVII aprovechando el hueco del antiguo mihrab. Este es el elemento más importante de una mezquita y simboliza la presencia de Alá en la sala de oración, situándose en el muro de la quibla o de fondo de la mezquita. Su planta octogonal se cubría originariamente con una cúpula, símbolo del Universo y del poder absoluto de Alá, según un modelo similar, pero más sencillo, al de la mezquita de Córdoba.

### Entidades Culturales

#### Museo Etnológico
El interior del museo se ha dividido en ocho salas diferentes que recrean el modo de vida de la localidad fiñanera de principios de siglo. El museo cuenta con una cocina antigua donde pueden apreciarse varios utensilios de madera de la época; un patio interior; habitaciones adaptadas a una estructura antigua y salas donde se recopilan diferentes aperos que reproducen los oficios tradicionales que desempeñaban los fiñaneros.
El visitante puede apreciar estampas de la sastrería de la época, la artesanía de la lata, artilugios de carpintería, aperos de labranza y una serie de aparatos de gran antigüedad.
Verdaderos tesoros:
El Ayuntamiento ha donado el traje típico de Fiñana para exponerlo en el museo, así como diversos útiles de la época. Pero lo más destacado es la cesión de un banco otorgado por los Reyes Católicos a la casa consistorial fiñanera. Asimismo, el consistorio ha hecho entrega de varias pinturas correspondientes a los diferentes certámenes de la localidad.
Exposición fotográfica:

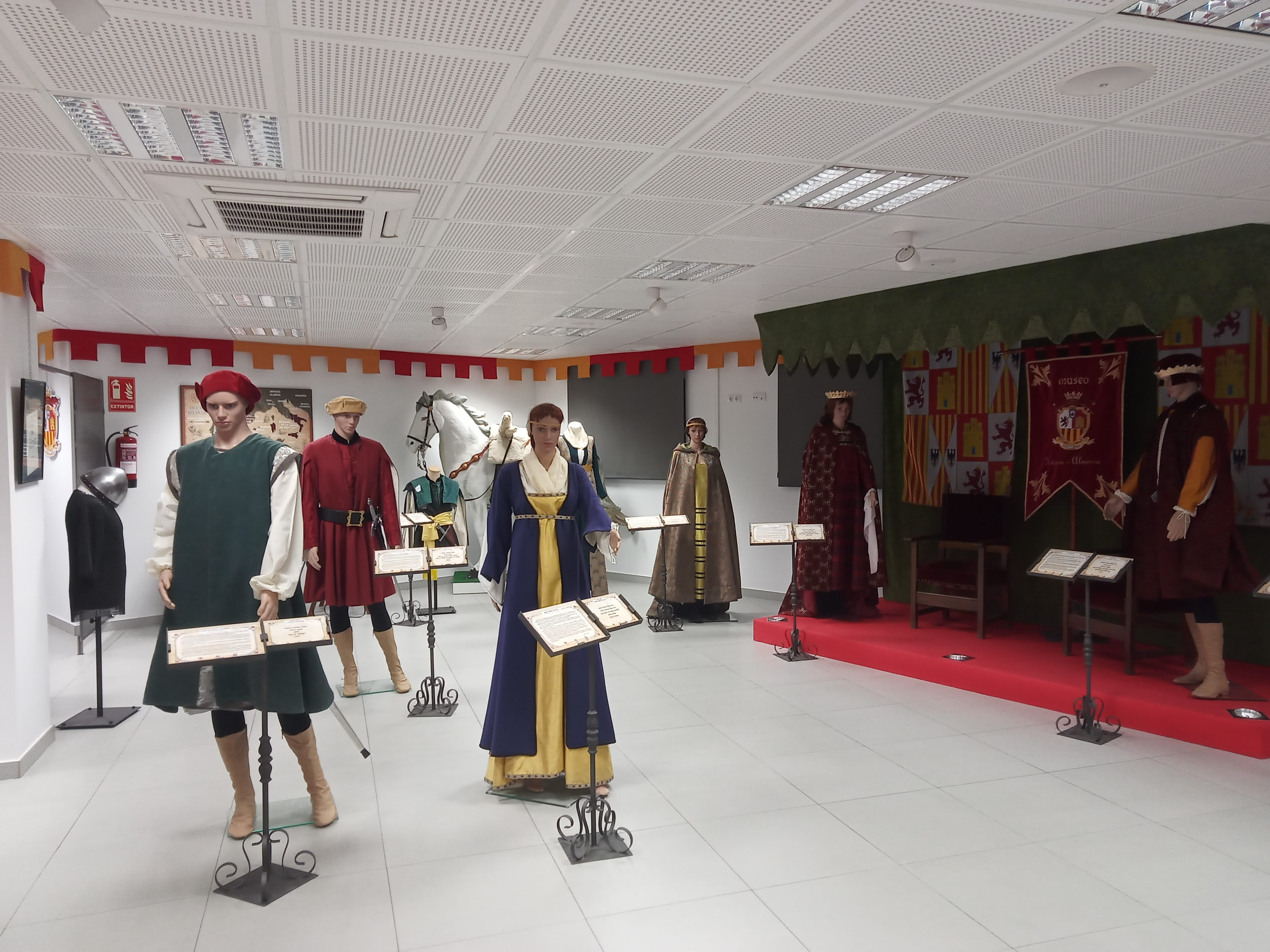
Museo de la Recreación

La escuela, las bandas de música, las fiestas, las bodas, las comuniones, los edificios... Un viaje a través de las fotografías aportadas por los fiñaneros. Lo ideal es que en ese momento se encuentre en el museo alguna persona mayor que te vaya comentando las personas que aparecen en cada instantánea.

#### Museo de la Recreación Histórica
Inaugurado en 2021, cuenta con 4 salas dedicadas a personajes de la época que son representados en la recreación, con sus biografías e indumentarias; armas y enseres de la época; sala de proyecciones y conferencias; así como un taller de diseño y costura que realiza durante todo el año los nuevos trajes que se usan en la Recreación.

### Gastronomía
La gastronomía representa la cultura de un pueblo. Está influenciada por el clima, la economía, los recursos naturales del lugar, las estaciones del año y las festividades religiosas. Los platos típicos son las gachas y la Zaramandoña.

### Patrimonio cultural inmaterial

#### Fiestas
- 17 de enero: San Antonio Abad, fiestas patronales.
- 20 de enero: San Sebastián, fiestas patronales. Es mucho el fervor religioso con el que los fiñaneros viven sus fiestas patronales, en honor a San Sebastián y San Antonio de Abad. Es muy típico que los vecinos de este pueblo, durante el recorrido de la procesión, abran sus puertas a todos los asistentes para ofrecerles los productos típicos de este pueblo.
- Jueveslardero (jueves anterior al Miércoles de Ceniza): La práctica totalidad del pueblo, sale a pasar un día de campo en familia o en pandilla.
- Semana Santa: El pueblo cuenta con imágenes como las de la Virgen de los Dolores, Jesús Cautivo, San Juan, Nuestro Padre Jesús Nazareno (talla de finales del siglo XVII), el Santo Sepulcro, Cristo de la Luz y el Resucitado.
- 3 de mayo: Día de la Cruz, conocido como el Día de las lechugas.
- 15 de mayo: Romería de San Isidro en la Venta Ratonera.
- Corpus Cristi: En la celebración las calles del pueblo se engalanan con vegetación de la ribera del río, y se hacen pequeños altares decorados en diferentes rincones del pueblo. S ehacen dos procesiones, una por la mañana, desde la iglesia hasta la ermita de las Ánimas; y otra por la tarde, desde la ermita de las Ánimas hasta la ermita de San Torcuato.[14]
- 8 al 15 de agosto: Las Fiestas del Sol en la Sierra.
- 19 al 22 de octubre: La Feria.